# Малі Логи
Малі Логи (біл. вёска Малія Логы) — село в складі Березинського району Мінської області, Білорусь. Село підпорядковане Поплавській сільській раді, розташоване в східній частині області.